# Регионы (компания)
Группа компаний «Регионы» — российский холдинг, специализирующийся на строительстве и эксплуатации торговой недвижимости. Входит в пятёрку крупнейших арендодателей в стране. На сентябрь 2014 года оценка активов компании варьировалась от 2,5 до 3 миллиардов долларов США.

## История
Группа компаний была основана в 2004 году одним из основных акционеров Первоуральского новотрубного завода Зелимханом Муцоевым и владельцем АФК «Система» Владимиром Евтушенковым и передана в управление сыновьям предпринимателей — Алихану и Амирану Муцоевым и Феликсу Евтушенкову. Первоначальная стратегия «Регионов» подразумевала развитие офисных центров. Из-за смещения фокуса на строительство и эксплуатацию торговых комплексов, Евтушенковы вышли из проекта.

## Проекты
Наиболее известные проекты «Регионов» — торгово-развлекательные комплексы «Июнь» и «Сибирский городок».

### Торговые центры «Сибирский городок»
В феврале 2010 года Российский аукционный дом по поручению «Сбербанк капитала» реализовал посредством аукциона на понижение 23 торговых центра обанкротившейся сети «Алпи». За минимальную заявленную продавцом цену в 3,5 миллиарда рублей лот приобрела подконтрольная «Регионам» компания «АМК-Фарма», с 2009 года управлявшая этими активами.
В 2011 году на объектах недвижимости, прежде принадлежавших «Алпи» открылись первые торговые центры «Сибирский городок». Сейчас у компании 22 действующие площадки под этой торговой маркой. Торговые центры расположены в Кемерово, Красноярске, Лесосибирске, Ачинске, Канске, Железногорске, Зеленогорске, Абакане, Новокузнецка, Прокопьевска, Белово, Киселёвске, Анжеро-Судженске, Мариинске и Новосибирске.

### Торгово-развлекательные комплексы «Июнь»
Первый «Июнь» открылся в Санкт-Петербурге в 2006 году. В 2007 году он получил первую награду российского конкурса Real Estate Federal Awards-2007, награду Prix d’Excellence Международной федерации профессионалов рынка недвижимости в номинации «Торговая недвижимость» и стал лучшим реализованным проектом на российском рынке по оценке местного представительства федерации. Второй торгово-развлекательный комплекс был введён в эксплуатацию в декабре 2008 года в Красноярске. Комплекс в Череповце открылся в 2010 году, в Уфе — в 2012. Кроме того, в 2012 году были запущены два «Июня» в Подмосковье — торгово-развлекательный комплекс в Красногорске открыл двери в октябре, в Мытищах — в декабре.
Решение о строительстве «Июня» в Мытищах было принято несмотря на экономический кризис, а снижение спроса на оборудование позволило «Регионам» приобрести лифты и траволаторы с большим дисконтом. Именно в этом комплексе Пэрис Хилтон заложила именную звезду во время двухмесячной поездки  по России, организованной семьёй Муцоевых в 2013 году. Открытый в Сыктывкаре в 2013 году «Июнь» стал совместным проектом «Регионов» и компании «Финстрой», принадлежащей другу старшего Муцоева Олегу Бойко.
«Регионы» строят торгово-развлекательные комплексы в Саратове и Омске. Кроме того, в июне 2014 года «Регионы» выкупили долю АФК «Система» в проекте застройки территории Научно-исследовательского института дальней радиосвязи на Преображенской площади в Москве для строительства торгового центра площадью 184 тысячи м2.
Во всех торговых центрах «Июнь» работают кинотеатры Mori Cinema, принадлежащие двоюродному брату Амирана и Алика Павлу Мори (сыну родной сестры Зелимхана и Амирхана). Тот открыл свою сеть после неудачи в покупке группой компаний сети «Формула кино».
В мае 2014 года «Регионы» обратились к вице-мэру Москвы с предложением профинансировать строительство станции метро «Мытищи» Калужско-Рижской линии московского метрополитена и депо в случае отказа властей от строительства станции «Челобитьево» в районе одноимённой деревни. Инициатива группы компаний предполагает размещение станции метро возле 16-го микрорайона Мытищ, где расположен ТРК «Июнь». Строительство торгового комплекса в Челобитьево, в свою очередь, планировала IKEA, а о планах шведской компании инвестировать в развитие ветки метро сообщал заместитель руководителя департамента строительства города Москвы.

### Тематические детские парки развлечений «Остров мечты»
В Москве «Регионы» получили разрешение на строительство детского парка развлечений на территории Нагатинской поймы. В Екатеринбурге для парка было выбрано место на Полевском тракте. Санкт-Петербургский парк было задумано возвести на выкупленной ещё весной 2008 года земле в пределах промзоны Ржевка. За изменением назначения земли с промышленного на зону деловой застройки (что позволит возведение на территории развлекательного парка) «Регионы» обратились в Комитет по инвестициям и стратегическим проектам Санкт-Петербурга.
Парки планируется разместить в крытых помещениях высотой 35 метров, что сравнимо с высотой тринадцатиэтажного дома. Помимо парков аттракционов с тематическими зонами, посвященными мультфильмам и советской анимации, планы развлекательных комплексах предполагают строительство концертных залов, кинотеатров, гостиниц, парковок и торговых центров. Предполагается, что частью тематических парков станут интерактивные музеи, рассказывающие об истории России — Киевской Руси, Удельной Руси, Российской Империи, СССР и современности. Среди запланированной музейной инфраструктуры упоминались лектории и мультимедийные библиотеки.

## Оценка деятельности
С 2011 по 2014 год «Регионы» занимали 7 место в списке крупнейших российских рантье, составленном российской редакцией Forbes. В 2015 году группа компаний поднялась в рейтинге на две строки с доходом от аренды в 520 миллионов долларов США. Девелоперская деятельность сделала семью Муцоевых одной из богатейших в стране: российский Forbes поставил Зелимхана, Алика и Амирана Муцоевых и Амирхана Мори на 6 место в соответствующем рейтинге в 2014 году.
В рейтинге крупнейших по общей площади активов владельцев коммерческой недвижимости 2011 года, составленном информационным агентством INFOLine, «Регионы» поднялись с 7 на 4 место после приобретения недвижимости сети «Алпи». Группа компаний занимала это место в 2012 году, а по итогам 2013 года опустилась на 5 строку рейтинга. На 7 место в России поставил «Регионы» издательский дом Retailer в рейтинге 2012 года.

## Собственники и руководство
Группа компаний «Регионы» в равных долях принадлежит сыновьям депутата Государственной Думы от Единой России Зелимхана Муцоева Амирану и Алихану, его брату Амирхану Мори и другу семьи Александру Карпову. Амирхан Мори возглавляет совет директоров, в который входят Амиран и Алихан. Амиран возглавляет «Регионы-Девелопмент» — компанию, занятую поиском и приобретением земельных участков, согласованием проектов с властями и строительством. Алихан занимает должность вице-президента «Регионы-Менеджмент», разрабатывающей концепции торговых центров под конкретный участок, занимающейся поиском арендаторов и управлением объектом.